# Дочь и мать её
«Дочь и мать её» (англ. Snatched, другое название «Бесстыдное путешествие») — американская кинокомедия режиссёра Джонатана Ливайна о дочери и матери, похищенных во время их отдыха в Южной Америке. Главные роли исполнили Эми Шумер и Голди Хоун. Премьера в США состоялась 12 мая 2017 года.

## Сюжет
В жизни Эмили Миддлтон наступила «чёрная полоса» — её бросил парень, вдобавок уволили с работы. Несмотря на это, она полна решимости отправиться на запланированный отдых в Эквадор. Вместо своего бывшего и после долгих убеждений к ней присоединяется сверхосторожная мать Линда. Однако отдых не удаётся — женщин похищают. Чтобы выжить, они должны понять, насколько крепка их родственная связь.

## В ролях
- Эми Шумер — Эмили Миддлтон
- Голди Хоун — Линда Миддлтон
- Айк Баринхолц — Джеффри Миддлтон
- Ванда Сайкс — Рут
- Джоан Кьюсак — Барб
- Кристофер Мелони — Роджер Симмонс
- Оскар Хаэнада — Моргадо

## Создание
22 мая 2015 года было объявлено, что Эми Шумер будет сниматься в комедийном боевике и совместно с сестрой Ким Карамел перепишет сценарий, написанный Кэти Диппольд. Диппольд рассказала, что на написание сценария её вдохновили отношения с её собственной матерью. Пол Фиг выступил продюсером фильма через компанию Feigco Entertainment совместно с Chernin Entertainment Джесси Хендерсона и Питера Чернина. Права на распространение фильма по всему миру приобрела студия 20th Century Fox. 18 августа 2015 года было сообщено, что Джонатан Левин ведёт переговоры о выступлении в качестве режиссёра фильма.
8 февраля 2016 года стало известно, что Голди Хоун ведёт переговоры, чтобы сыграть мать героини Шумер. Это стало её первой ролью после фильма 2002 года «Сестрички-зажигалки». В мае 2016 года к актёрскому составу присоединились Кристофер Мелони, Айк Баринхолц, Оскар Хаэнада и Ванда Сайкс. К маю фильм имел рабочее название «Мать / дочь» (англ. Mother / Daughter).
Съёмочный процесс начался 15 июня 2016 года на Гавайях и завершился 12 августа 2016 года. 12 декабря 2016 года Эми Шумер сообщила, что фильм получил название Snatched.

## Критика
Фильм получил смешанные отзывы кинокритиков. На сайте Rotten Tomatoes фильм имеет рейтинг 36 % на основе 189 рецензий со средним баллом 5,1 из 10. На сайте Metacritic фильм имеет оценку 45 из 100 на основе 41 рецензии критиков, что соответствует статусу «смешанные или средние отзывы». На сайте CinemaScore зрители дали фильму оценку B, по шкале от A+ до F.